# Миллс, Джесс
Джессика Розмари Фрэнсис Миллс (англ. Jessica Rosemary Francis Mills; род. 1981), более известная как Джесс Миллс (англ. Jess Mills) и (в последнее время) SLO — британская музыкант, певица и автор песен. Работала с такими музыкантами, как Photek, Distance, Breakage, Phaeleh, Loadstar и др.

## Биография
Родилась на юго-востоке Лондона, в районе Кентиш-Таун.
Как музыкант, Джесс впервые была замечена после тура с Leftfield в 2010 году.
Совместный с Breakage сингл «Fighting Fire» занял 34-ю строчку в UK Charts, 5-ю в UK Indie и 4-ю в UK Dance. В 2011—2012 годах вышли синглы «Vultures», «Live For What I’d Die For», «Pixelated People» и «For My Sins», которые не смогли пробиться в чарты. Также в 2012 вышел сингл «Somebody To Love» английского электронного дуэта Jack Beats, на котором Джесс исполнила вокальную партию.
В связи с плохим промоушеном сингла «For My Sins» выход дебютного альбома «Twist Of Fate», который должен был выйти 28 января 2013 года, был отложен на неопределенный срок. Джесс ушла из своего прежнего лейбла (Island Records) и подписала контракт с Warner/Chappell Music. Её первой работой после ухода с первого лейбла стал кавер на «Sweet Love» Аниты Бейкер.
С 2013 по 2015 Джесс написала песню для начинающей британской певицы TĀLĀ и записала совместный трек с Phaeleh. В марте 2015 Джесс, теперь работающая под псевдонимом SLO, представила публике свой новый сингл «Fortune». Новый EP был спродюсирован электронным дуэтом Zero 7 и готовится к выходу в мае[уточнить]. В апреле 2015 певица подписала контракт с лейблом Black Butter.

## Дискография

### Студийные альбомы
- Twist of Fate (2015)

### Мини-альбомы
- SLO

### Синглы
| Год  | Название                  | Альбом        |
| ---- | ------------------------- | ------------- |
| 2005 | Seize The Day             | —             |
| 2011 | Vultures                  | Twist of Fate |
| 2011 | Live For What I’d Die For | Twist of Fate |
| 2012 | Pixelated People          | Twist of Fate |
| 2012 | For My Sins               | Twist of Fate |
| 2015 | Fortune                   | —             |
| 2015 | Shut Out of Paradise      | —             |

### Как второстепенный исполнитель
| Год  | Название                                  | Высшая позиция в чартах | Высшая позиция в чартах | Альбом |
| Год  | Название                                  | UK Singles Chart        | UK Dance Albums         |        |
| ---- | ----------------------------------------- | ----------------------- | ----------------------- | ------ |
| 2011 | Fighting Fire (совместно с Breakage)      | 34                      | —                       | TBA    |
| 2012 | Somebody To Love (совместно с Jack Beats) | —                       | —                       | —      |
| 2013 | Storm (совместно с Phaeleh)               | —                       | 34                      | Tides  |